# Сирицки, Ален
Ален Сирицки (11 мая 1941 года — 11 октября 2014 года) — французо-американский кинопродюсер и дистрибьютор эротических фильмов, прежде всего известный как владелец прав на франшизу «Emmanuelle» с 1980-х по 2010-е годы.

## Биография
Сирицки родился в Нью-Йорке в 1942 году, где его семья, династия еврейских кинопродюсеров из Франции, укрылась во время Второй мировой войны. Его семья вернулась в Париж, когда он был маленьким.
Карьера Алена Сирицки пошла в гору после того, как в 1974 году был выпущен первый фильм «Эммануэль», продюсером которого был Ив Руссе-Руар. Сирицки стал сопродюсером фильма «Эммануэль 2» со своей компанией «Alain Siritzky Productions». После того, как Руссе-Руар снял последний фильм, «Прощай, Эммануэль» в 1977 году, Сирицки приобрел все права на съемки кинолент с участием Эммануэль. Первым фильмом от Сирицки стала лента «Эммануэль 4» снятая в 1984 году. За этим фильмом которым последовали более 20 сиквелов «Эммануэль». Впоследствии Ален Сирицки курировал множество других эротических телециклов, такие как «Sex-Files», «Скандал», «Страсть и роман», «Жюстина» и многие другие.
Ален Сирицки умер в Париже, в октябре 2014 года.